# Josef Štelcl
Josef Štelcl (9. srpna 1863 – 1947) byl český a československý politik a meziválečný senátor Národního shromáždění ČSR za Československou sociálně demokratickou stranu dělnickou.

## Biografie
V obecních volbách v roce 1919 sociální demokraté výrazně zvítězili v Sušici a Štelcl se stal starostou města. Post zastával do roku 1927.
V parlamentních volbách v roce 1920 získal za Československou sociálně demokratickou stranu dělnickou senátorské křeslo v Národním shromáždění. V senátu zasedal do roku 1925.